# Бъндерица (река)
Вижте пояснителната страница за други значения на Бъндерица.
Бъндерица е река в Южна България, област Благоевград, община Банско, лява съставяща на река Глазне от басейна на Места. Дължината ѝ е 13 км.
Река Бъндерица изтича от западния ъгъл на Горното Бъндеришко езеро (на 2310 м н.в.), което заедно с още няколко езера се намира в Бъндеришкия циркус на Северен Пирин. Първоначално тече на северозапад и събира водите на останалите Бъндеришки езера, а след Рибното Бъндеришко езеро поема на североизток. Тече при голям наклон (средно 100,77 m/km), което я прави буйна и изпъстрена с множество водопади и скокове. На 1700 м височина образува най-големият водопад – Бъндеришки скок, който е висок 11 м. През 1965 г. районът около него е обявен за защитена местност. Той се намира под хижа Бъндерица в тъй наречения бъндеришки каньон, където реката в продължение на два километра минава през изключително скалист и тесен терен. След това в северната част на Бъндеришка поляна в подножието на връх Кутело реката пропада под земята и тече така в продължение на 1500 м. На 400 м югозападно от град Банско, на 1063 м н.в. се съединява с идващата отдясно река Демяница и двете заедно дават началото на река Глазне от басейна на Места.
Площта на водосборния басейн на реката е 37 км2, което представлява 31,09% от водосборния басейн на река Глазне. Реката има множество малки и къси притоци, главно потоци идващи отляво и отдясно от съседните дерета – от Муратовото езеро, отляво се влива малък поток, а край хижа Вихрен, също отляво – рекичката Елтепска вода.
Водите ѝ се използват за добив на енергия край хижа Вихрен чрез малка ВЕЦ.

## Топографска карта
- Лист от карта K-34-83. Мащаб: 1 : 100 000.